# Boston Garden
Der Boston Garden war eine Mehrzweckhalle in der US-amerikanischen Stadt Boston im Bundesstaat Massachusetts. Eröffnet wurde sie unter dem Namen Boston Madison Square Garden, woraus sich mit der Zeit die Kurzform Boston Garden entwickelte. Die Arena trug den Spitznamen The Garden. Der Besitzer der Veranstaltungsstätte war das Catering- und Bewirtungsunternehmen Delaware North Companies, das auch Besitzer des neuen TD Garden ist. Der Boston Garden wurde hauptsächlich von den Boston Bruins (NHL, 1928–1995) und den Boston Celtics (NBA, 1946–1995) genutzt. Daneben war die Veranstaltungshalle Austragungsort u. a. für Konzerte, Box- und Wrestlingveranstaltungen, Spiele der Basketball-Showtruppe Harlem Globetrotters, Eisshows wie Disney on Ice, politische Veranstaltungen und Vorstellungen des Ringling Bros. and Barnum & Bailey Circus. Am 29. September 1995 wurde das Gebäude geschlossen und im März 1998 begannen die Abrissarbeiten. Einen Tag später, am 30. September 1995, wurde der Nachfolger, der TD Garden (damals Shawmut Center), des Garden direkt neben dem alten Standort eröffnet.

## Geschichte

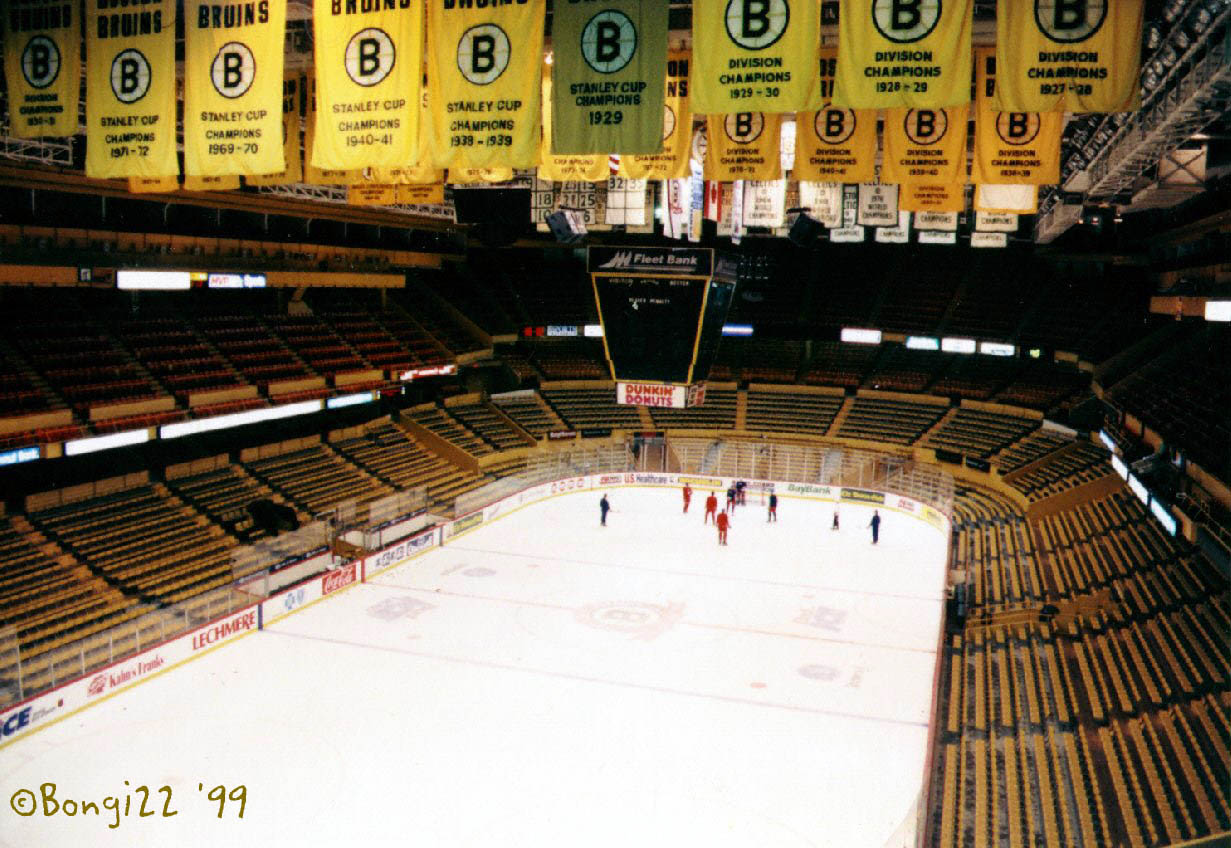
Training der New York Rangers im Boston Garden 1995

Entworfen wurde der Boston Madison Square Garden von dem US-amerikanischen Boxpromoter George Lewis „Tex“ Rickard. Er war auch für den dritten Madison Square Garden in New York verantwortlich, der von 1925 bis 1968 bestand. Am 14. November 1928 schaltete der damalige US-Präsident Calvin Coolidge mit einem goldenen Schlüssel über Telegrafenleitung das Licht im Boston Garden an. Drei Tage danach wurde die Halle für die Öffentlichkeit geöffnet. Vordergründig wurde die Arena für Boxveranstaltungen konzipiert, so waren die Tribünen sehr dicht am Innenraum platziert.  

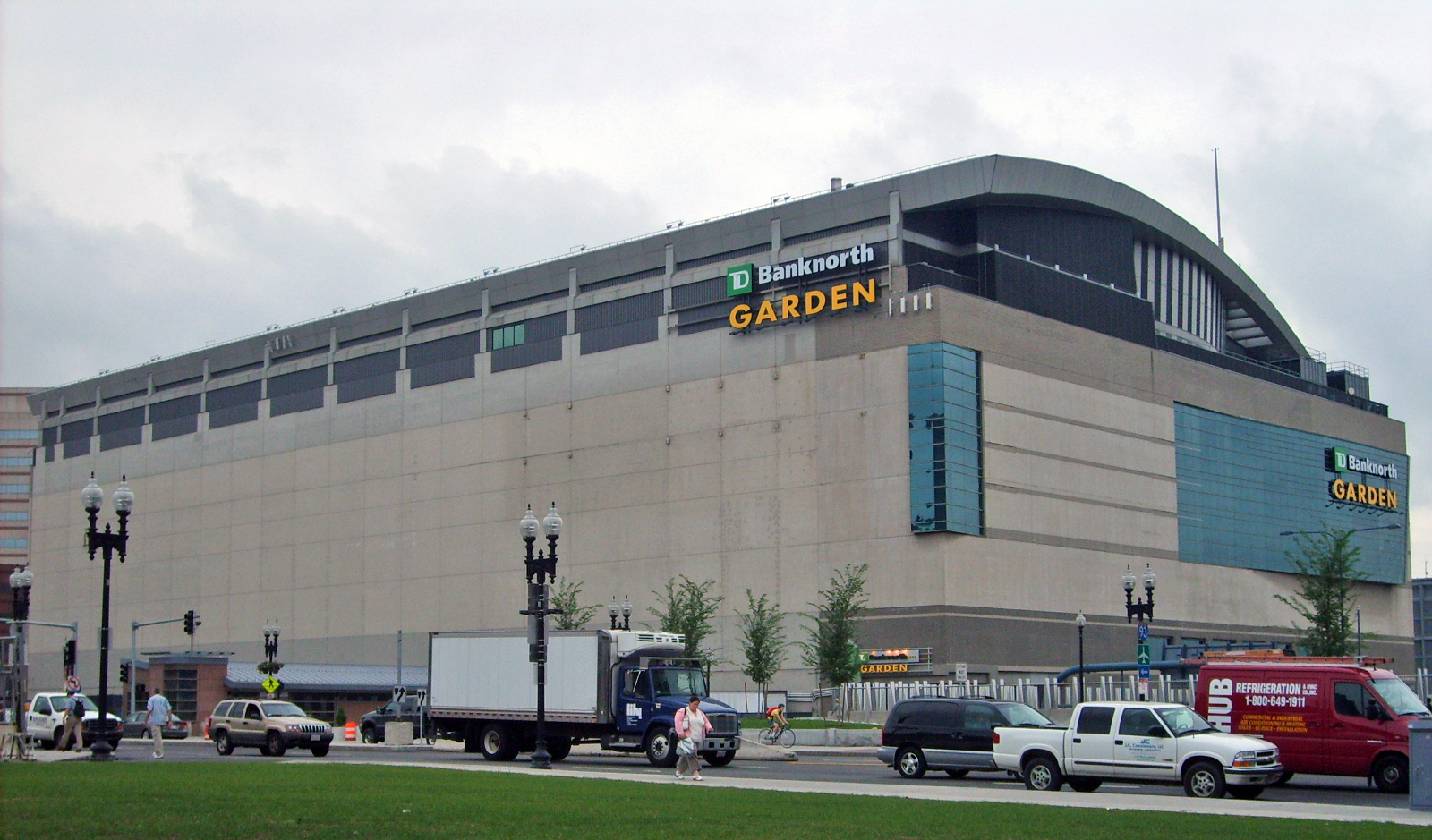
Der TD Garden ist die neue Heimat der Boston Celtics und der Boston Bruins

Der Boston Garden hat einen legendären Ruf. Der NBA-Rekordmeister Boston Celtics feierte in der Halle 16 seiner 18 NBA-Meisterschaften (1957, 1959, 1960, 1961, 1962, 1963, 1964, 1965, 1966, 1968, 1969, 1974, 1976, 1981, 1984, 1986). Darüber hinaus erreichten die Celtics drei weitere NBA-Finalserien (1958, 1985, 1987). Die Celtics zeichnete eine große Heimspielstärke im Boston Garden aus. So wurden in der Saison 1985/86 von den 41 Heimspielen nur eines verloren, was einen NBA-Rekord für Heimspiele in der regulären Saison (ohne Play-off-Spiele) bedeutete. Die Saisons 1985/86 und 1986/87 zusammengenommen wiesen die Celtics eine Heimbilanz in der regulären Saison von 79:3 Siegen auf.
Auch das NHL-Team der Boston Bruins feierten über die Jahre fünf Stanley-Cup-Siege (1929, 1939, 1941, 1970, 1972) und erreichten weitere elfmal (1930, 1943, 1946, 1953, 1957, 1958, 1974, 1977, 1978, 1988, 1990) die Finalspiele um den Stanley Cup.
In den Jahren 1951, 1952, 1957 und 1964 fand das NBA All-Star Game sowie 1971 das NHL All-Star Game in Boston statt. Erstmals fanden 1957 die NBA- und NHL-Finalspiele in einem Jahr in einer Arena statt. Dies ereignete sich 1958 und 1974 abermals im Boston Garden. Im November 1960 hielt John F. Kennedy im Präsidentschaftswahlkampf eine Rede im Boston Garden. Weitere Politiker wie Franklin D. Roosevelt oder Winston Churchill waren in der Bostoner Arena zu Gast. Die Sportarena war einmal Austragungsort einer großen Wrestling-Veranstaltung. 1993 machte die Survivor Series der damaligen World Wrestling Federation (WWF) im Garden Station. Neben den Celtics und den Bruins waren die Boston Braves (AHL) von 1971 bis 1974 im Boston Garden ansässig. Von 1972 bis 1974 spielten die New England Whalers der WHA im Garden. Das Lacrosse-Team der Boston Blazers aus der NLL nutzte die Halle von 1992 bis 1995. In den Jahren 1972 bis 1974 wurde die US-Collegemeisterschaft im Eishockey, genannt Frozen Four, ausgetragen.
Legendär war auch der Ruf des Basketball-Spielfeldes aus einem Eichen-Parkettboden. Die Spielfläche war zuerst in der damaligen Boston Arena (heute: Matthews Arena der Northeastern University) verlegt und wechselte 1946 in den Boston Garden. Gegenüber den Auswärtsmannschaften hatten die Celtics den Vorteil das Sprungverhalten des Balles auf dem Holzparkett zu kennen. Der Boden gilt als einer der Gründe für den Erfolg der Boston Celtics im Garden. Nach Diskussionen um das über 50 Jahre alte Spielfeld wurde es in die neue Halle mitgenommen; dort wurde es bis Ende 1999 genutzt und durch einen neuen Boden ersetzt. Einige Teile des alten Parkettbodens wurden in den neuen Boden integriert. Die restlichen Teile wurden zu kleinen Stücken zersägt und als Souvenir verkauft. Ebenfalls als Andenken wurden Sitze und Ziegelsteine des Boston Garden verkauft. Die alte Anzeigetafel hängt heute im Einkaufszentrum Arsenal Mall in Watertown, Massachusetts.
Mit der Zeit machte sich das Alter des Boston Garden bemerkbar. Die Eisfläche war ca. 2,74 Meter (9 Fuß) kürzer und rund 61 Zentimeter (2 Fuß) schmaler als nach Vorschrift der NHL von 60,96 × 25,90 Meter (200 Fuß × 85 Fuß), was der engen Bauweise der Arena geschuldet war. Die Halle besaß keine Klimaanlage. Dies führte manchmal zu Nebelbildung über dem Eis. Während des fünften Spiels der NBA-Finalserie am 8. Juni 1984 zwischen den Celtics und den LA Lakers stieg die Temperatur in der Halle auf über 36 Grad Celsius (97 Grad Fahrenheit) und es wurden für die erschöpften Spieler Sauerstoffflaschen bereitgestellt. Das Spiel ging als das Heat-Game in die Geschichte ein. Boston siegte durch 34 Punkte von Larry Bird mit 121:103 und gingen in der Serie mit 3:2 Siege in Führung.
Die elektrische Anlage war störanfällig. Am 24. Mai 1988 wurde das vierte NHL-Finalspiel der Bruins gegen die Edmonton Oilers durch Nebel unterbrochen. Zum Abbruch der Partie kam es durch einen explodierten Transformator am nördlichen Ende der Halle und dem daraus resultierenden Stromausfall. Die Bruins verloren die Finalserie mit 0:4 Siegen gegen die Oilers. Zwei Jahre später am 15. Mai 1990 fiel mitten im ersten Finalspiel um den Stanley Cup, wieder zwischen der Bruins und den Oilers, das Licht in der Arena aus. Die Lichtanlage konnte repariert werden. Das Spiel ging drei Mal in die Overtime und endete nach insgesamt rund 6 Stunden mit einem 3:2-Sieg der Edmonton Oilers durch Petr Klíma.
Anfang der 1990er Jahre rückte das Ende der ruhmreichen Sportstätte näher. Mit einer Zuschauerkapazität von unter 15.000 Plätze war es die kleinste Arena der NBA und NHL; dazu kam die fehlende Klimaanlage. Die einzelnen Sitze waren eng nebeneinander angeordnet, unbequem und veraltet. Zusätzlich behinderten Säulen den Blick auf das Spielfeld. Es fehlten Logen und Suiten, die eine wichtige Einnahmequelle für die Teams darstellen. Erste Planungen für eine neue Arena begannen 1991 und am 29. April 1993 war Baustart für die zukünftige Mehrzweckarena mit maximal 20.000 Plätze.
Das letzte offizielle Spiel im Boston Garden war am 14. Mai 1995 die fünfte Partie im Conference-Viertelfinale der NHL-Play-offs 1994/95. Boston verlor die Begegnung mit 3:2 gegen die Philadelphia Flyers und schied mit einem 1:4 aus den Play-offs aus. Das letzte Spiel war ein NHL-Vorbereitungsspiel der Bruins gegen die Montréal Canadiens am 28. September 1995. Zu dem Spiel kamen frühere Spieler der Boston Bruins und vor dem Spiel wurden die Banner der nicht mehr vergebenen Trikotnummern unter der Hallendecke abgenommen. Bis zum Abriss stand der Garden rund zwei Jahre leer. Heute ist an dem Standort ein Parkplatz angelegt.

## Konzerte
Neben dem Sport war der Boston Garden auch Veranstaltungsstätte von zahlreichen Konzerten.
Am 12. September 1964 machten die Beatles Station in der Bostoner Arena. Am 5. April 1968 gab James Brown ein Konzert im Garden. Dies war einen Tag nach dem tödlichen Attentat auf Martin Luther King. Das Konzert wurde vom Fernsehsender WGBH-TV übertragen. Brown rief die Menschen zur Ruhe auf und verhinderte Unruhen in der Stadt, im Gegensatz zu anderen Städten in den Vereinigten Staaten. Elvis Presley gab nur ein Konzert im Boston Garden am 10. November 1971 vor rund 16.500 Zuschauern.
Im Jahr 1972 war ein Konzert der Rolling Stones angesetzt. Zwei Bandmitglieder wurden aber von der Polizei von Rhode Island festgenommen. Aus Angst vor Ausschreitungen der im Boston Garden wartenden Fans vereinbarte der damalige Bürgermeister Kevin H. White mit den Behörden von Rhode Island die Freilassung der Musiker. Die Stones traten zu vier weiteren Konzerten in der Arena auf (1965, 1969, 1972, 1975).
Die Gruppe The Who waren 1973 für ein Konzert vorgesehen. Dazu kam es aber fast nicht, da sie am Tag zuvor ein Hotelzimmer im kanadischen Montreal verwüsteten und von der Polizei verhaftet wurden. Rechtzeitig zum Konzert wurden sie aber wieder freigelassen. Drei Jahre später kollabierte der Who-Schlagzeuger Keith Moon während eines Konzerts; nachdem er vor dem Auftritt muskelentspannende Medikamente und Weinbrand zu sich nahm. Der letzte Auftritt von The Who in der Halle fand im Dezember 1979 statt. Es war die erste Tournee nach dem Tod von Keith Moon im September 1978.
1975 wurde ein Konzert der britischen Rockband Led Zeppelin abgesagt. Nachdem wartende Fans wegen eisigen Temperaturen in die Eingangshalle eingelassen wurden; randalierten einige von ihnen und zerstörten Sitzreihen, Kioske und andere Einrichtungsteile. Daraufhin untersagte der Bürgermeister Kevin H. White das Konzert und verhängte ein Auftrittsverbot für Led Zeppelin von fünf Jahren in der Stadt. Die meisten Konzerte im Boston Garden als Headliner gab die Progressive-Rock-Band Jethro Tull. Zwischen 1971 und 1980 traten sie 15 Mal in der Halle auf. Auf 24 Konzerte kam die Rockgruppe Grateful Dead zwischen 1970 und 1994. Die Rockband Aerosmith trat zwischen 1975 und 1995 zehn Mal auf und spielten 1990 und 1994 an Neujahr ein Konzert im Garden.
Einige Künstler und Gruppen nahmen Live-Alben im Boston Garden auf. Die J. Geils Band nutzten ein Konzert von 1975 für das 1976 erschienene Doppel-Album Blow Your Face Out. Fünf Jahre danach nahm Bob Seger bei einem Konzert im Oktober 1980 den größten Teil seiner 1981 erschienenen Doppel-LP Nine Tonight auf. 1982 kehrte die J. Geils Band in den Boston Garden zurück, dabei waren zum ersten Mal in der Geschichte des Garden drei aufeinander folgende Konzerte einer Band ausverkauft.
Mit der Eröffnung des Worcester Centrum 1982 und des Great Woods Amphitheater 1986 waren auch die Tage des Boston Garden als Konzerthalle gezählt. Die meisten Künstler und Gruppen spielten im Winter im Worcester Centrum und im Sommer im Great Woods Amphitheater. Eine schlechte Akustik, einem durch Sport vollem Terminkalender und hoher Hallenmiete trugen zur Verlagerung der Veranstaltungen außerhalb von Boston bei. Anfang der 1990er Jahre kehrten einige Gruppen wie Pearl Jam in die Arena zurück. Das letzte Silvesterkonzert spielte die US-amerikanische Rockband Phish am 31. Dezember 1994. Während dieser Show schwebte die Band in einem riesigen Hot Dog über die Fans. Heute hängt das Riesen-Hot-Dog in der Rock and Roll Hall of Fame in Cleveland, Ohio.